# فرانك فرايداي فليتشير
فرانك فرايداي فليتشير (بالإنجليزية: Frank Friday Fletcher)‏ هو ضابط أمريكي، ولد في 23 نوفمبر 1855 في أوسكلوسا في الولايات المتحدة، وتوفي في 28 نوفمبر 1928 في نيويورك في الولايات المتحدة.